# Mandato britannico della Mesopotamia
Il mandato britannico della Mesopotamia (o dell'Iraq; in arabo  الانتداب البريطاني على العراق‎? - al-Intidāb al-barītānī ʿalā l-ʿIrāq) fu un Mandato di classe A della Lega delle Nazioni, affidato al Regno Unito quando, con il trattato di Sèvres dell'agosto del 1920, fu decisa la spartizione dell'Impero ottomano. L'assegnazione di tale Mandato ai britannici fu preparata dalla conferenza di Sanremo del 25 aprile 1920.
Ebbe termine il 3 ottobre 1932 con l'indipendenza del Regno dell'Iraq e la sua entrata nella Lega delle Nazioni, in osservanza del trattato anglo-iracheno del giugno 1930. Tale trattato, della durata di venticinque anni, prevedeva una stretta alleanza tra i due Paesi e una piena collaborazione in politica estera, oltre che mutua assistenza in caso di guerra. Infine, il trattato garantiva al Regno Unito l'uso di due basi aeree e il diritto di far transitare le proprie truppe all'interno dell'Iraq.